# Анафаза
Анафаза (від грецьк. ἀνά, «вверх» and φάσις, «стадія»), стадія мітозу під час якої подвоєні хромосоми у вигляді сестринських хроматид розділяються та рухаються до протилежних полюсів ділення. Хромосоми мають максимальний ступінь конденсації в пізній анафазі, що допомагає сегрегації та подальшому формуванню нових ядер в дочірніх клітинах.
Перехід від метафази до анафази є точкою контролю та регуляції, оськільки він є точкою неповернення в мітозі. Метафаза закінчується руйнацією білка цикліну B. Циклін B марукється убіквітином, який є маркером що означає його розщеплення в протеасомі. Анафаза починається коли комплекс промотування анафази мітить інгібіторний шаперон що має назву сек'юрін  убіквітином для знищення. Сек'юрін білок-інгібітор протеази відомої як сепараза. Деструкція сек'юріну робить активною сепаразу, яка в свою чергу розрізає когезін, кільцевий білок що утримує сестринські хроматиди разом. Сестринські хроматиди роз'єднуються по центромері, після чого кожна з пари хромосом розходиться до різних полюсів веретена поділу клітини.
Поки хромосоми притягуються до полюсів веретена поділу за рахунок мікротрубочок та моторних протеїнів, некінетохорні мікротрубочки подовжуються і відштовхуються одна від одною, розтягуючи клітину паралельно головній осі веретена поділу та сприяючи ще більшому віддаленню хромосом.

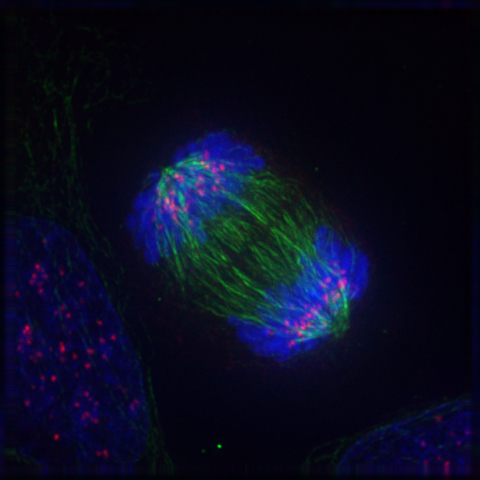
Клітина на стадії анафази. Зображення отримане за допомогою флуоресцентної мікроскопії

Після закінчення анафази клітина переходить в телофазу.